# Callopistria argyrosema
Callopistria argyrosema là một loài bướm đêm trong họ Noctuidae.